# فرودگاه گاگنوا
فرودگاه گاگنوا (به انگلیسی: Gagnoa Airport) یک فرودگاه با کد یاتا GGN است . این فرودگاه در کشور ساحل عاج قرار دارد .